# Taxus baccata

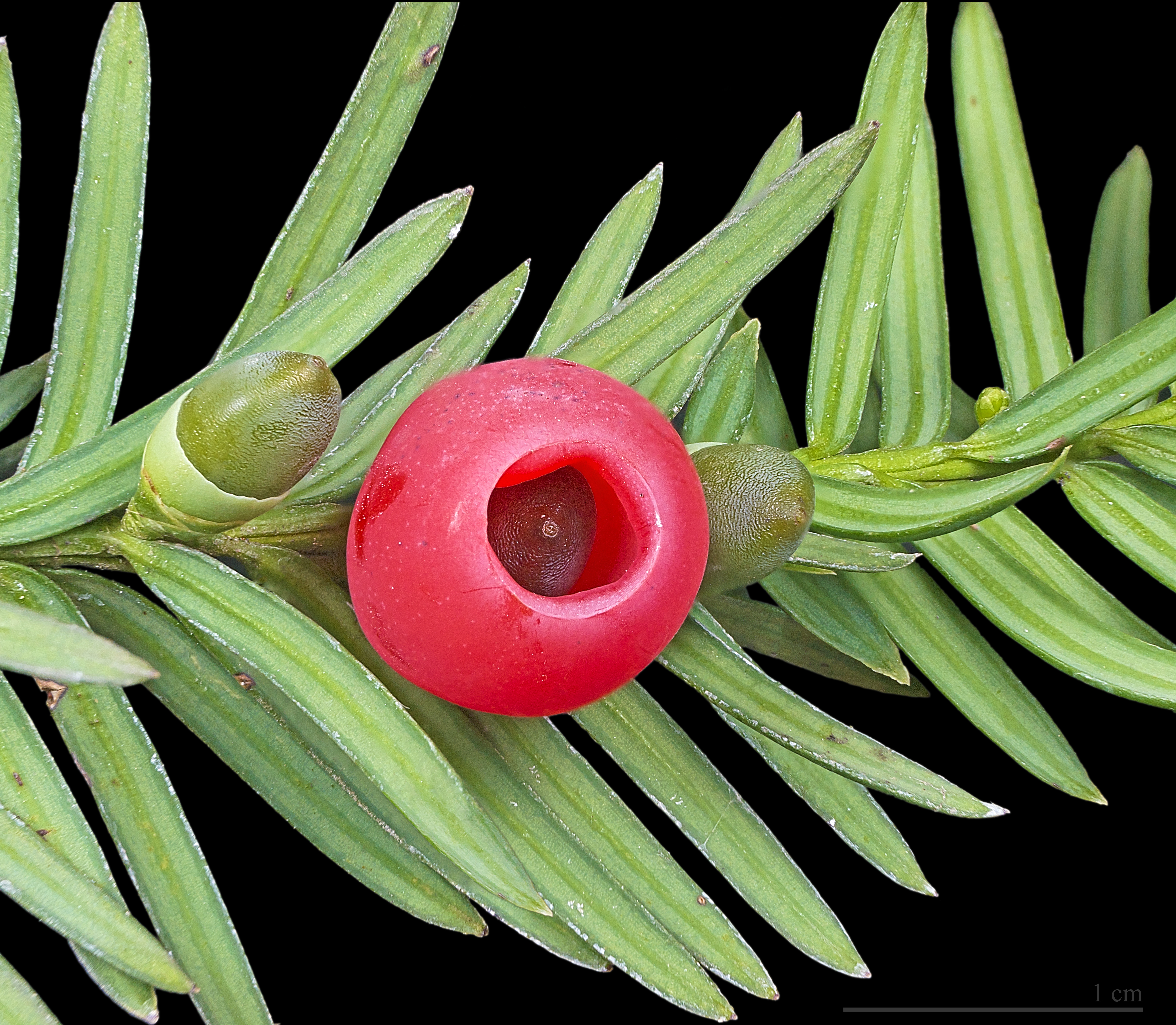
Arilos (maduro e imaturo) e folhagem de teixo.

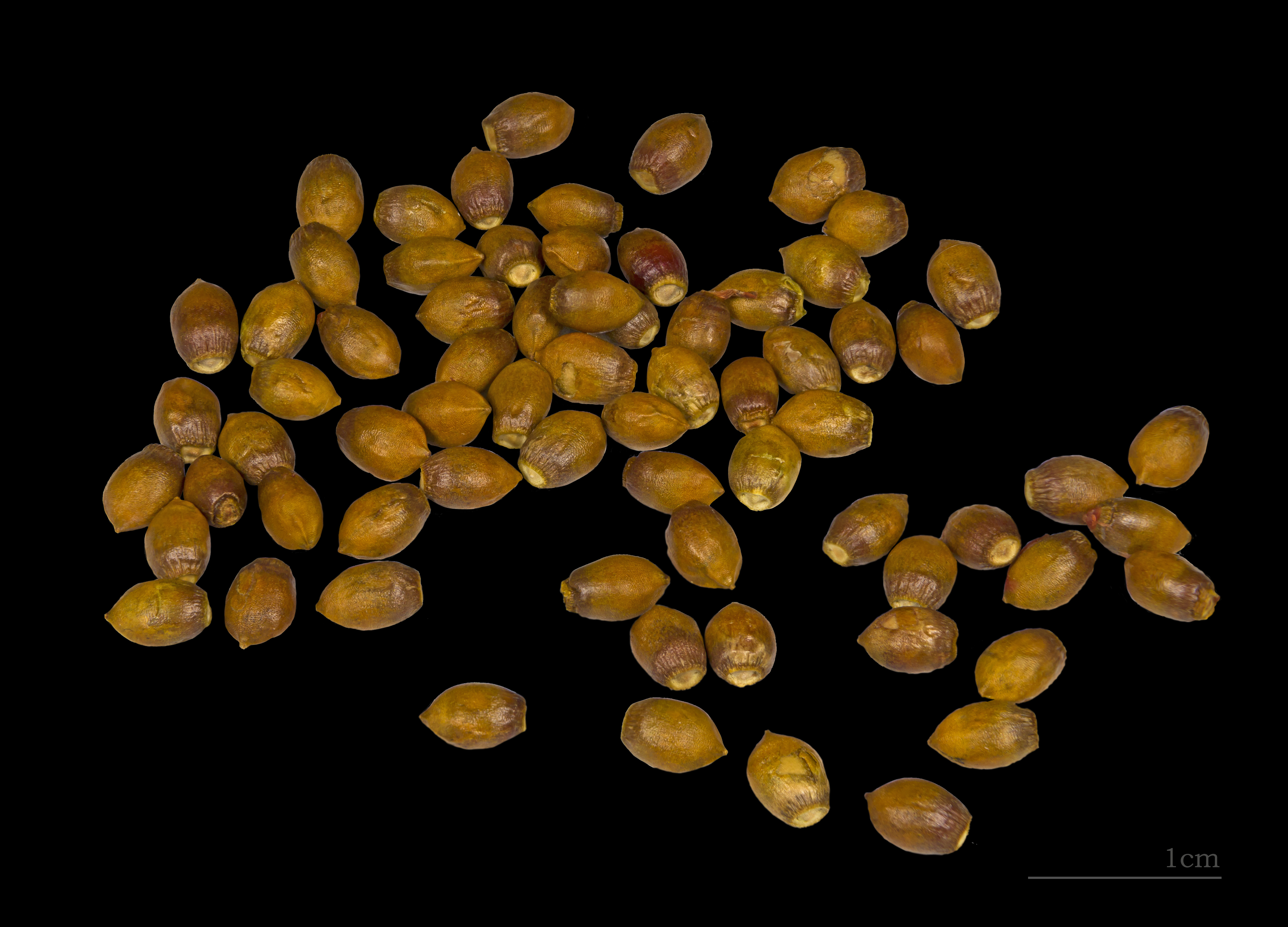
Sementes de teixo.

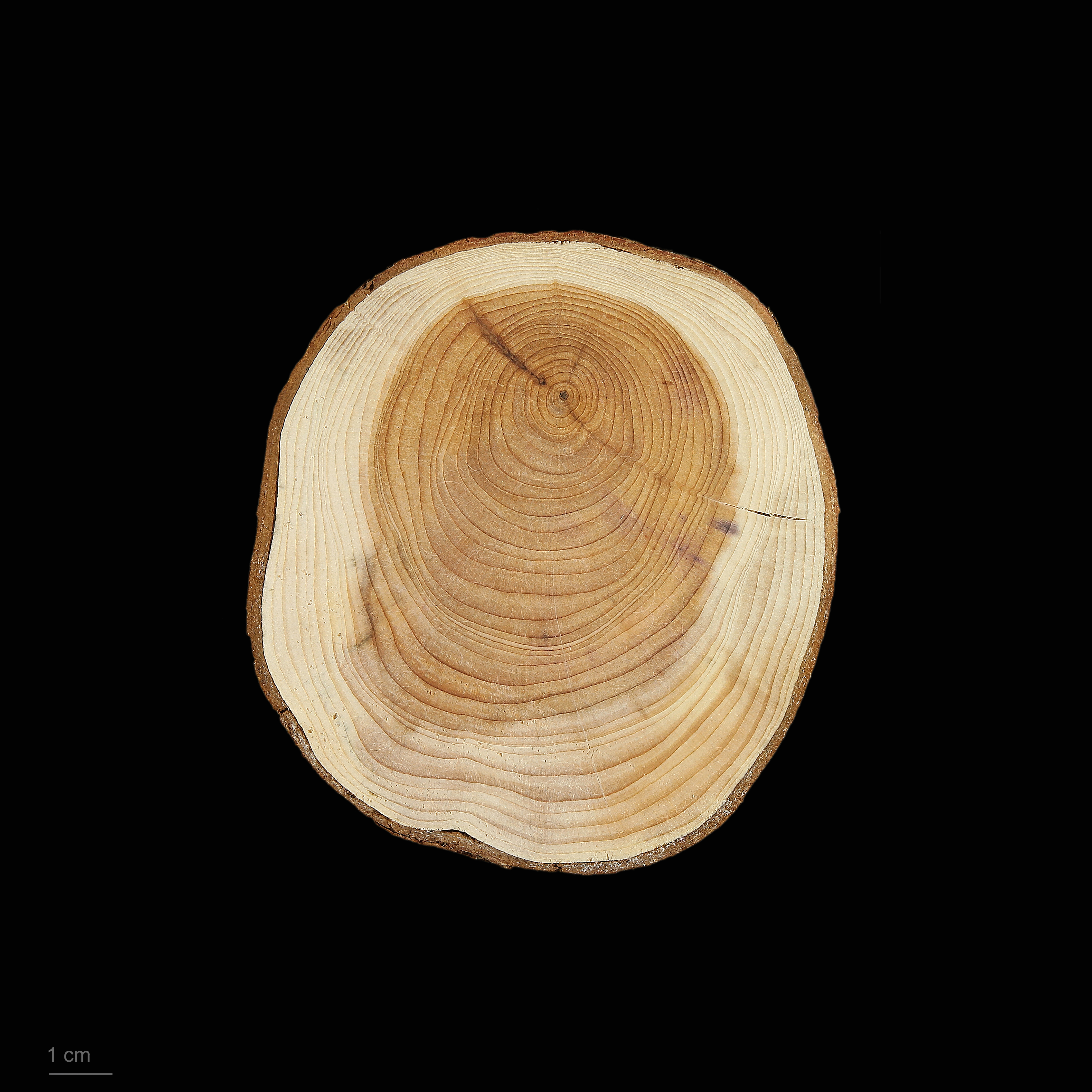
Taxus baccata - MHNT

A taxus baccata L., conhecida pelo nome comum de teixo, é uma espécie de gimnospérmicas arborescentes da família das taxáceas.  As folhas são venenosas, podendo ser fatais se ingeridas em grande quantidade.
O nome do género Taxus, deriva do grego Taxis, que significa “linha” pela disposição das suas folhas. Taxus pela dureza, resistência e flexibilidade da sua madeira para fazer taxon – “arcos”, ou de toxicos – “veneno”. O restritivo específico baccata provém do latim bacca – “baga” em referência ao tipo de fruto
É uma árvore com grande simbolismo no Inverno, pois representa o final do ano solar, que culmina com o Solstício de Inverno.

## Distribuição geográfica
A espécie tem distribuição natural nas regiões ocidental, central e sul da Europa, Norte da África, norte do Irão e sudoeste da Ásia
Ocorre de forma espontânea nas terras altas de Portugal, podendo no entanto ser também cultivada. Na ilha da Madeira e Canárias surge como planta indígena e rara

## Características
O teixo é uma espécie perene, de porte arbustivo ou arbóreo, que pode atingir os 20 metros de altura. Com ramos desde a base, tem uma copa densa em forma de pirâmide, por vezes irregular. As suas folhas, em forma de agulha e bastante flexíveis, são de cor verde-escura na página superior, glabra na página inferior e com uma nervura central, saliente, que termina num pequeno mucrão – ponta curta e aguçada
Na Ilha da Madeira e nas Ilhas Canárias, apresentam-se como uma árvore dioica com até 15 metros de altura, perenifólia, com copa piramidal ampla, sendo as folhas lineares, planas, de 1 a 3 centímetros de comprimento. Os teixos masculinos são globosos e axilares, sendo as estruturas femininas solitárias. As sementes estão rodeadas por um arilo carnudo, com cerca de 1 centímetro de comprimento, vermelho quando maduro. Este arilo pode ser comido pois não é tóxico, mas o caroço pode matar.
É uma espécie de floração dioica, o que quer dizer que tem flores masculinas e femininas, que ocorrem em indivíduos diferentes. As flores masculinas são numerosas, arredondadas, de cor amarelada e surgem solitárias nas axilas das folhas. As flores femininas são menos vistosas, ovóides, de cor verde e surgem aos pares ou isoladas, na extremidade dos ramos. A floração ocorre entre entre março e abril